# Bad Wilsnack
Bad Wilsnack er en Kurby og tidligere valfartsby i Landkreis Prignitz i den nordvestlige del af delstaten Brandenburg i Tyskland. Byen er administrationsby for Amtet Bad Wilsnack/Weisen. Til dette amt hører ud over Bad Wilsnack og Weisen kommunerne Breese, Legde/Quitzöbel og Rühstädt. Byens vartegn er den tidligere valfartskirke Wunderblutkirche St. Nikolai

## Geografi
Bad Wilsnack i den sydlige udkant af Prignitz, lidt nord for Havels udmunding i Elben. Byen ligger ved Karthane, en lille flod der udspringer i det centrale Prignitz og løber ud i Elben ved Wittenberge. Hele området omkring Bad Wilsnack er en del af det brandenburgiske biosfærereservat Flusslandschaft Elbe - Brandenburg. Kun få kilometer syd for byen ligger „Storkelandsbyen“ Rühstädt.
De nærmeste byer er Perleberg, Wittenberge og Havelberg.

### Byer og bebyggelser
- Groß Lüben
- Haaren
- Jackel
- Karthan
- Klein Lüben
- Ortsteil Grube

- Wikimedia Commons har flere filer relateret til Bad Wilsnack